# Corde (informatique)
Pour les articles homonymes, voir Corde.

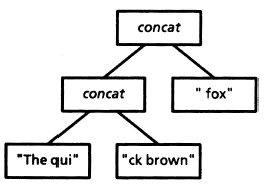
Corde stockant la phrase anglaise "The quick brown fox"

En informatique théorique, une corde est une structure de données qui permet de manipuler efficacement de très grandes séquences de caractères. Le concept a été introduit dans un article intitulé 
Ropes: an Alternative to Strings.
Une corde est essentiellement un arbre binaire dont les feuilles sont des tableaux de caractères.
La concaténation de deux cordes implique seulement la création d'un nouveau nœud, dont les deux cordes sont les fils. Le sous-arbre gauche représente le début de la chaîne, le sous-arbre droit la fin de la chaîne.